# Karlshamns högre allmänna läroverk
Karlshamns högre allmänna läroverk var ett läroverk i Karlshamn verksamt från 1849 till 1968.

## Historia
Skolan har sitt ursprung i Carlshamns trivialskola bildad i slutet av 1600-talet som i anslutning till läroverksreformen år 1849 är 1858 ombildades  till ett (lägre) elementarläroverk, från 1879 benämnt  Carlshamns Femklassiga Allmänna Läroverk.
1905 ombildades den till en realskola, Karlshamns realskola, som 1929 blev en samrealskola. Här fanns 1919–40 ett kommunalt gymnasium med två ringar och från 1943 ett med tre årskurser. 1952 blev skolan ett högre allmänt läroverk − 1966 kommunaliserades skolan och fick därefter namnet Väggaskolan. Studentexamen gavs från 1946 till 1968 och realexamen från 1907 till 1968.

## Byggnaden
Skolbyggnaden är ursprungligen ritad av arkitekten Gunnar Asplund och uppförd 1912–18. Den är byggd intill havet på en höjd. Många Karlshamnsbor var skeptiska till läget och menade att blåst och vindar skulle göra byggnaden svår att använda. Emellertid besannades inte dessa farhågor. Byggnaden, inkl. fasta inventarier är in i minsta detalj utformade av Asplund och bildar en tilltalande helhet. Ursprungligen fanns också en hel del möbler ritade av Asplund, men dessa skingrades på 1960-talet och endast ett fåtal återstår.
Senare har skolan byggts till i olika omgångar och i olika byggnadsstilar. En tillbyggnad ritades av Gunnar Asplund och är utförd 1937 i funktionalistisk stil.